# Dvojezična nastava
Dvojezično obrazovanje (dvojezična ili bilingvalna nastava) se odnosi na svako obrazovanje koje ima za cilj da učenici na kraju školovanja koriste dva jezika i poznaju kulture koje idu uz te jezike, odnosno opisuje situaciju u kojoj se dva ili više jezika upotrebljavaju kao instrument za učenje različitih školskih predmeta. U tom slučaju, strani jezik, odnosno jezik na kome se nastava odvija, naziva se vehikularnim, tj. posredničkim jezikom.

## Modeli dvojezične nastave
Postoji nekoliko modela dvojezične nastave:
1. Dvojezična predmetna nastava, model CLIL nastave (Content-based bilingual learning) ima za cilj da se pojedinci edukuju na dva jezika vehikularnom upotrebom dva jezika. Model je zasnovan na komunikativnoj kompetenciji koja ističe društveno prikladnu i svrsishodnu upotrebu jezika, odnosno znanje kako se jezik efektivno upotrebljava, a ne znanje o jeziku. Kod ovih programa L2 se koristi u manjoj meri od 50%.
2. Dvojezično uranjanje, dvojezična imerzija (Bilingual Immersion) je model kod koga se 50% ili više nastave odvija na L2. To je jedan od najpoznatijih oblika dvojezičnog obrazovanja. Glavne odlike su upotreba L2 kao sredstva za nastavu, paralelni kurikulum na L2 i L1, javna podrška za L1.
3. Programi održavanja (Maintenance education) sačinjeni su s namerom da učenicima manjinskog maternjeg jezika pruže priliku da održe pismenost na manjinskom jeziku.
4. Prelazno obrazovanje (Transitional education) shvata bilingvizam kao prelazni period, u skladu sa političkim ciljevima potpune asimilacije. Takva vrsta obrazovanja nastoji da da osnovnu pismenost na manjinskom L1, uporedo s uvodom u većinski L2 da bi se dalje obrazovanje nastavilo na L1.
5. Jezički programi (Language object) daju prednost formalnom učenju jezika, a L2 se upotrebljava kao vehikularni jezik za učenje sadržaja.[1]

## Literatura
- Baldauf, R.B. „Coordinating government and community support for community language teaching in Australia: Overview with special attention to New South Wales”. International Journal of Bilingual Education and Bilingualism. 8. 2005. (2&3): 132–144
- Carter, Steven. (November 2004). "Oui! They're only 3." Oregon Live.com
- Crawford, J. (2004). Educating English Learners: Language Diversity in the Classroom (5th edition). Los Angeles: Bilingual Educational Services (BES).
- Cummins, J. & Genzuk, M. (1991). Analysis of Final Report: Longitudinal Study of Structured English Immersion Strategy, Early Exit and Late-Exit Transitional Bilingual Education Programs for Language-Minority Children. „USC Center for Multilingual, Multicultural Research”. Архивирано из оригинала 04. 07. 2010. г. Приступљено 31. 12. 2016.
- Dean, Bartholomew (Ed.) (2004)	„Indigenous Education and the Prospects for Cultural Survival”. Cultural Survival Quarterly. 27 (4): 14—18.
- del Mazo, Pilar (2006) "The Multicultural Schoolbus: Is Bilingual Education Driving Our Children, and Our Nation, Towards Failure?" [2006 Education Law Consortium]. The article is available at: https://web.archive.org/web/20160303214202/http://www.educationlawconsortium.org/forum/2006/papers/delMazo2006_1.pdf
- Dutcher, N., in collaboration with Tucker, G.R. (1994), The use of first and second languages in education: A review of educational experience., Washington, DC: World Bank, East Asia and the Pacific Region, Country Department III.
- Gao, Helen. (November 2004). "Fight over bilingual education continues." The San Diego Union-Tribune.
- Gonzalez, A. (1998). Teaching in two or more languages in the Philippine context. In J. Cenoz & F. Genesee (Eds.), Beyond bilingualism: Multilingualism and multilingual education (pp. 192–205). Clevedon, England: Multilingual Matters.
- Grimes, B.F. (1992), Ethnologue: Languages of the world, Dallas, TX: Summer Institute of Linguistics.
- Hakuta, K. (1986).Mirror of language: The debate on bilingualism. New York: Basic Books.
- Harris, S.G. & Devlin, B.C. (1996). "Bilingual programs involving Aboriginal languages in Australia". In Jim Cummins and David Corso (Eds.), Encyclopedia of language and education, vol 5. стр. 1–14. Dordrecht: Kluwer Academic Publishers.
- Kalist, David E. (2005). „Registered Nurses and the Value of Bilingualism.”. 59 (1): 101—118. Industrial & Labor Relations Review,
- Kloss, Heinz (1977, reprinted 1998). The American Bilingual Tradition. ISBN 978-1-887744-02-7. (Language in Education; 88) McHenry, IL: Center for Applied Linguistics and Delta Systems.
- Krashen, S.D. (1999), Bilingual Education: Arguments for and (Bogus) Arguments Against  [sic] University of Southern California professor's article is available online at „digital.georgetown.edu” (PDF). Архивирано из оригинала (PDF) 19. 03. 2009. г. Приступљено 31. 12. 2016. (201 KB)
- Parrish, T.; Perez, M; Merickel, A.; and Linquanti, R.(2006). "Effects of the Implementation of Proposition 227 on the Education of English Learners, K-12, Findings from a Five-Year Evaluation: Final Report." Washington, DC: AIR and San Francisco: WestEd. The complete report is available free at http://www.WestEd.org/cs/we/view/rs/804. An abbreviated, more accessible summary of the findings is available at http://www.WestEd.org/cs/we/view/rs/825
- Seidner, Stanley S.(1981–1989) Issues of Language Assessment. 3 vols. Springfield, Il.: State Board of Education.
- Summer Institute of Linguistics. (1995), A survey of vernacular education programming at the provincial level within Papua New Guinea., Ukarumpa, Papua New Guinea: Author.
- Swain, M. (1996). Discovering successful second language teaching strategies and practices: From program evaluation to classroom experimentation." Journal of Multilingual and Multicultural Development, 17," 89-104.

## Spoljašnje veze
- U.S. Department of Education Office of English Language Acquisition
- National Clearinghouse for English Language Acquisition
- PACE recommendation 1740 (2006) The place of the mother tongue in school education